# Anna Popescu
Anna Popescu (* 9. Juli 1997) ist eine britische Tennisspielerin.

## Karriere
Popescu spielt hauptsächlich auf Turnieren der ITF Women’s World Tennis Tour, wo sie bislang fünf Titel im Doppel gewinnen konnte.

## Turniersiege

### Doppel
| Nr. | Datum             | Turnier   | Kategorie   | Belag             | Partnerin             | Finalgegnerinnen                   | Ergebnis          |
| --- | ----------------- | --------- | ----------- | ----------------- | --------------------- | ---------------------------------- | ----------------- |
| 1.  | 19. Mai 2018      | Göteborg  | ITF $15.000 | Sand              | Marina Yudanov        | Joana Eidukonytė Daria Kuczer      | 6:4, 6:2          |
| 2.  | 7. September 2019 | Tabarka   | ITF W15     | Sand              | Nadia Echeverría Alam | Giorgia Pinto Gaia Squarcialupi    | 4:6, 6:1, [12:10] |
| 3.  | 25. Oktober 2019  | Oslo      | ITF W15     | Hartplatz (Halle) | Jekaterina Kasionowa  | Iveta Dapkute Ingrid Vojčináková   | 3:6, 7:5, [10:5]  |
| 4.  | 9. November 2019  | Solarino  | ITF W15     | Teppich           | Isabelle Haverlag     | Maria Masini Anastasia Piangerelli | 6:1, 6:1          |
| 5.  | 5. Juni 2021      | Heraklion | ITF W15     | Sand              | Julia Kimmelmann      | Weronika Falkowska Ioana Gașpar    | 6:2, 6:4          |